# Bostrodes tenuilinea
Bostrodes tenuilinea là một loài bướm đêm trong họ Noctuidae.